# Coppa CEMAC 2006
La Coppa CEMAC 2006 (2006 CEMAC Cup) fu la terza edizione della Coppa CEMAC, competizione calcistica per nazione organizzata dalla UNIFFAC. La competizione si svolse in Guinea Equatoriale dal 4 marzo al 14 marzo 2006 e vide la partecipazione di sei squadre: Camerun, Ciad, Gabon, Guinea Equatoriale, Rep. Centrafricana e Rep. del Congo.

## Formula
- Qualificazioni

Nessuna fase di qualificazione. Le squadre sono qualificate direttamente alla fase finale.
- Fase finale

Fase a gruppi - 6 squadre, divise in due gruppi da tre squadre, giocano partite di sola andata. Le prime due classificate si qualificano per la fase a eliminazione diretta.
Fase a eliminazione diretta - 4 squadre, giocano partite di sola andata. La vincente si laurea campione CEMAC.

## Squadre partecipanti
| Pr. | Squadra            | Data di qualificazione certa | Partecipante in quanto | Partecipazioni precedenti al torneo | Ultima presenza |
| --- | ------------------ | ---------------------------- | ---------------------- | ----------------------------------- | --------------- |
| 1   | Camerun            | -                            | Qualificata di diritto | 2 (2003, 2005)                      | Gabon 2005      |
| 2   | Ciad               | -                            | Qualificata di diritto | 2 (2003, 2005)                      | Gabon 2005      |
| 3   | Rep. del Congo     | -                            | Qualificata di diritto | 2 (2003, 2005)                      | Gabon 2005      |
| 4   | Gabon              | -                            | Qualificata di diritto | 2 (2003, 2005)                      | Gabon 2005      |
| 5   | Guinea Equatoriale | -                            | Qualificata di diritto | 2 (2003, 2005)                      | Gabon 2005      |
| 6   | Rep. Centrafricana | -                            | Qualificata di diritto | 2 (2003, 2005)                      | Gabon 2005      |

Nella sezione "partecipazioni precedenti al torneo", le date in grassetto indicano che la nazione ha vinto quella edizione del torneo, mentre le date in corsivo indicano la nazione ospitante.

## Fase finale

### Fase a gruppi

#### Gruppo A

##### Classifica
| Pos | Squadra            | P.ti | G | V | N | P | GF | GS | DR |
| --- | ------------------ | ---- | - | - | - | - | -- | -- | -- |
| 1   | Guinea Equatoriale | 4    | 2 | 1 | 1 | 0 | 3  | 2  | +1 |
| 2   | Ciad               | 2    | 2 | 0 | 2 | 0 | 1  | 1  | 0  |
| 3   | Rep. del Congo     | 1    | 2 | 0 | 1 | 1 | 1  | 2  | -1 |

##### Risultati
| Bata 4 marzo 2006 | Guinea Equatoriale | 2 – 1 | Rep. del Congo |  |

| Bata 6 marzo 2006 | Guinea Equatoriale | 1 – 1 | Ciad |  |

| Bata 9 marzo 2006 | Ciad | 0 – 0 | Rep. del Congo |  |

#### Gruppo B

##### Classifica
| Pos | Squadra            | P.ti | G | V | N | P | GF | GS | DR |
| --- | ------------------ | ---- | - | - | - | - | -- | -- | -- |
| 1   | Camerun            | 4    | 2 | 1 | 1 | 0 | 2  | 0  | +2 |
| 2   | Gabon              | 2    | 2 | 0 | 2 | 0 | 2  | 2  | 0  |
| 3   | Rep. Centrafricana | 1    | 2 | 0 | 1 | 1 | 2  | 4  | -2 |

##### Risultati
| Malabo 4 marzo 2006 | Camerun | 0 – 0 | Gabon |  |

| Malabo 6 marzo 2006 | Camerun | 2 – 0 | Rep. Centrafricana |  |

| Malabo 9 marzo 2006 | Gabon | 2 – 2 | Rep. Centrafricana |  |

### Fase a eliminazione diretta

#### Tabellone
|  | Semifinali         | Semifinali         | Semifinali |         |                    | Finale             | Finale          | Finale          |  |
|  |                    |                    |            |         |                    |                    |                 |                 |  |
|  | Guinea Equatoriale | Guinea Equatoriale | 0 (4)      |         |                    |                    |                 |                 |  |
|  | Guinea Equatoriale | Guinea Equatoriale | 0 (4)      |         |                    |                    |                 |                 |  |
|  | Gabon              | Gabon              | 0 (2)      |         |                    |                    |                 |                 |  |
|  | Gabon              | Gabon              | 0 (2)      |         | Guinea Equatoriale | Guinea Equatoriale | 1 (4)           |                 |  |
|  |                    |                    |            |         | Guinea Equatoriale | Guinea Equatoriale | 1 (4)           |                 |  |
|  |                    |                    | Camerun    | Camerun | 1 (2)              |                    |                 |                 |  |
|  | Camerun            | Camerun            | Camerun    | Camerun | 1 (2)              | 1                  |                 |                 |  |
|  | Camerun            | Camerun            |            |         |                    | 1                  |                 |                 |  |
|  | Ciad               | Ciad               | 0          |         |                    | Finale 3º posto    | Finale 3º posto | Finale 3º posto |  |
|  | Ciad               | Ciad               | 0          |         |                    |                    |                 |                 |  |
|  |                    |                    |            |         |                    |                    |                 |                 |  |
|  |                    |                    |            |         |                    | Ciad               | Ciad            | 2 (6)           |  |
|  |                    |                    |            |         |                    | Ciad               | Ciad            | 2 (6)           |  |
|  |                    |                    |            |         |                    | Gabon              | Gabon           | 2 (7)           |  |

#### Semifinali
| Bata 11 marzo 2006                           | Guinea Equatoriale   | 0 – 0 | Gabon |  |
| \| \| \| \| \| \| Tiri di rigore 4 – 2 \| \| |                      |       |       |  |
|                                              |                      |       |       |  |
|                                              | Tiri di rigore 4 – 2 |       |       |  |

| Bata 11 marzo 2006 | Camerun | 1 – 0 | Ciad |  |

#### Finale 3º posto
| Bata 14 marzo 2006                           | Ciad                 | 2 – 2 | Gabon |  |
| \| \| \| \| \| \| Tiri di rigore 6 – 7 \| \| |                      |       |       |  |
|                                              |                      |       |       |  |
|                                              | Tiri di rigore 6 – 7 |       |       |  |

#### Finale
| Bata 14 marzo 2006                           | Guinea Equatoriale   | 1 – 1 | Camerun |  |
| \| \| \| \| \| \| Tiri di rigore 4 – 2 \| \| |                      |       |         |  |
|                                              |                      |       |         |  |
|                                              | Tiri di rigore 4 – 2 |       |         |  |